# Pfalzgericht

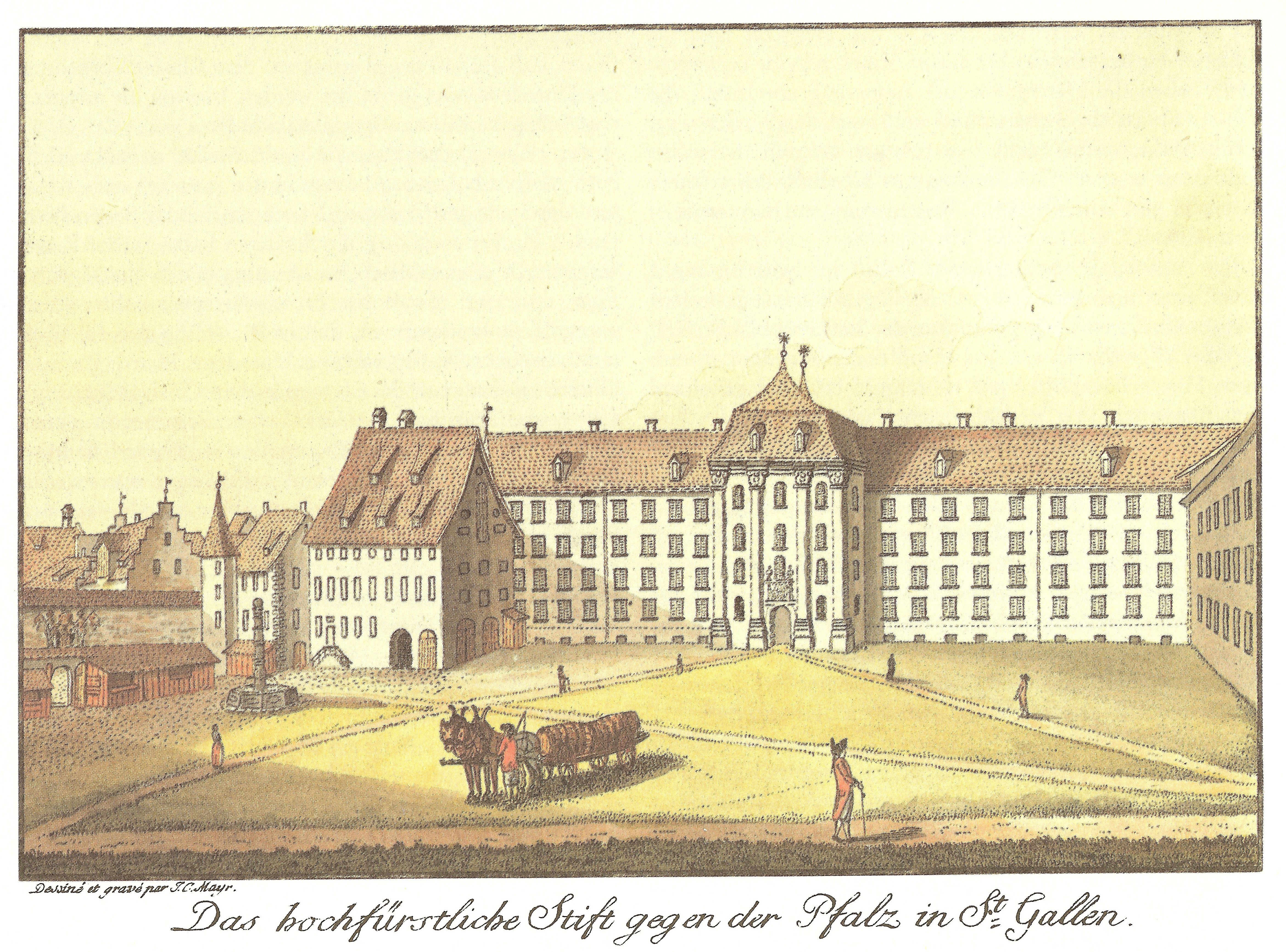
Das Pfalzgericht hatte seinen Sitz in der Pfalz im Stiftsbezirk St. Gallen.

Das Pfalzgericht oder der Pfalzrat mit Sitz in St. Gallen war ein Appellationsgericht des St. Galler Klosterstaates.
Das Pfalzgericht war die letzte Appellationsinstanz in Zivilstreit- und Administrativsachen für die Ämter der Alten Landschaft (mit Ausnahme des Wileramts) sowie der fürstäbtischen Niedergerichte im Rheintal und im Thurgau. Es ist seit dem 14. Jahrhundert urkundlich erwähnt. Die nach 1500 bis zum Ende des Ancien Régime meist als Pfalzrat bezeichnete Institution ist noch kaum erforscht.
Obschon mit dem Hofgericht nicht identisch, kam dem Pfalzgericht kraft seiner Zuständigkeit für Grundstücksverpfändungen mitunter die Funktion eines Lehengerichts zu. Der Pfalzrat amtierte auch als Verwaltungsbehörde und war aus dem Dekan, dem Statthalter, drei weiteren Konventualen und neun weltlichen Beamten zusammengesetzt. Das Wileramt besass einen eigenen Pfalzrat unter Vorsitz des dortigen Statthalters.